# Anschelika Alexandrowna Sidorowa
Anschelika Alexandrowna Sidorowa (russisch Анжелика Александровна Сидорова, engl. Transkription Anzhelika Sidorova; * 28. Juni 1991 in Moskau) ist eine russische Leichtathletin, die sich auf den Stabhochsprung spezialisiert hat.

## Sportliche Laufbahn
2010 nahm Sidorowa an den Juniorenweltmeisterschaften im kanadischen Moncton teil und verpasste dort als Vierte nur knapp eine Medaille. 2013 gewann sie Bronze bei den Halleneuropameisterschaften in Göteborg und Silber bei den U23-Europameisterschaften in Tampere. Zudem wurde sie für Russland auch Zweite bei der Team-Europameisterschaft. Im Jahr darauf holte Sidorowa Silber bei den Hallenweltmeisterschaften 2014 in Sopot und siegte bei den Europameisterschaften in Zürich und bei der Team-Europameisterschaft in Braunschweig. 2015 siegte sie bei den Halleneuropameisterschaften in Prag. Bei den Weltmeisterschaften in Peking gelang ihr im Finale kein gültiger Versuch.
Nachdem Russland vom Weltverband 2016 gesperrt wurde, bestritt Sidorowa in dem Jahr keine offiziellen Wettkämpfe und verpasste somit auch die Olympischen Spiele in Rio. 2017 erhielt sie, als eine von wenigen Russinnen ein internationales Startrecht unter neutraler Flagge. Damit wäre sie berechtigt gewesen, bei den Halleneuropameisterschaften in Belgrad anzutreten, worauf sie aber verzichtete. In der Freiluftsaison konnte sie an ihre Form von 2015 anschließen und qualifizierte sich für die Weltmeisterschaften in London im August. Dort scheiterte sie in der Qualifikation an der Anfangshöhe von 4,20 m.
2018 stellte Sidorowa in der Hallensaison beim Winter-Meeting in Moskau am 4. Februar mit 4,86 m eine neue persönliche Bestleistung auf. Bei den Hallenweltmeisterschaften in Birmingham kurz danach gewann sie mit übersprungenen 4,90 m die Silbermedaille hinter der US-Amerikanerin Sandi Morris. Sie galt damit als Mitfavoritin für die Europameisterschaften in Berlin, bei denen sie aber mit 4,70 m nur Platz vier erreichte. Im Jahr darauf steigerte sie sich in Madrid auf 4,91 m und siegte anschließend mit 4,85 m bei den Halleneuropameisterschaften in Glasgow. Als Mitfavoritin für die Weltmeisterschaften in Doha wurde sie ihrer Rolle gerecht und siegte mit neuer Bestleistung von 4,95 m im Finale vor der US-Amerikanerin Morris und der griechischen Titelverteidigerin Katerina Stefanidi. 2020 bestritt sie ausschließlich Wettkämpfe in Russland, kehrte im Jahr darauf aber wieder auf die internationale Bühne zurück. Anfang Juni siegte sie mit 4,91 m bei der Golden Gala Pietro Mennea in Rom und wurde beim Herculis mit 4,80 m Zweite. Anschließend gelangte sie bei den Olympischen Spielen in Tokio das Finale und gewann dort mit übersprungenen 4,85 m hinter Katie Nageotte (4,90 m) die Silbermedaille. 
In den Jahren 2014 und 2015 sowie 2019 und 2020 wurde Sidorowa Russische Meisterin im Stabhochsprung im Freien sowie zwischen 2014 und 2021 auch in der Halle.

## Persönliche Bestleistungen
- Stabhochsprung: 4,95 m, 29. September 2019 in Doha
  - Stabhochsprung (Halle): 4,95 m, 29. Februar 2020 in Moskau